# Mythoplastis chalcochra
Mythoplastis chalcochra är en fjärilsart som beskrevs av Edward Meyrick 1931. Mythoplastis chalcochra ingår i släktet Mythoplastis och familjen äkta malar. Inga underarter finns listade i Catalogue of Life.